# Aşkale
Aşkale (em curdo:  Aşqela, em turco otomano: اش قلعه) é uma vila e sede de distrito homónimo da província de Erzurum, na Turquia. Tinha 12509 habitantes em 2010. O distrito de Aşkale tem área de 1530 km2.
A estância de desportos de inverno de Kandilli, que recebe provas internacionais de esqui cross-country e biatlo, fica em Aşkale.

## História
Devido à sua importância geográfica, o primeiro assentamento no município, que foi lugar frequentado por várias tribos e nações ao longo da história, foi a vertente oriental da montanha de Kaban, existindo ruínas de um antigo castelo ao longo de Karasu. O nome da província foi transformado em Locus Basara, Şöğayn, Aşhane, Açhane, Kale e Aşkale. Fundada pelos Hititas em 1700 a.C., a povoação mudou de mãos trinta e cinco vezes ao longo da história. O distrito, que estava nas mãos do Império Romano em 395 d.C., atraiu a atenção de todas as nações devido à sua localização na Rota da Seda. O distrito entrou na administração bizantina em 650 e no governo de Timur em 1387. Em 1473, após a Batalha de Otlukbeli, o distrito ficou integrado em terras otomanas. Foi ocupado pelos russos em 1916 e libertado da ocupação em 3 de março de 1918.